# Hockey su prato ai Giochi della XXI Olimpiade
Le gare di hockey su prato alle olimpiadi estive del 1976 si sono svolte a Montréal.

## Podi
| Evento                   | Oro | Argento | Bronzo |
| Hockey su prato maschile | Nuova Zelanda Paul Ackerley Jeff Archibald Arthur Borren Alan Chesney John Christensen Greg Dayman Tony Ineson Barry Maister Selwyn Maister Trevor Manning Alan McIntyre Neil McLeod Arthur Parkin Mohan Patel Ramesh Patel Les Wilson | Australia David Bell Greg Browning Ric Charlesworth Ian Cooke Barry Dancer Douglas Golder Robert Haigh Wayne Hammond Jim Irvine Malcolm Poole Robert Proctor Graeme Reid Ronald Riley Trevor Smith Terry Walsh | Pakistan Rashid Abdul Akhtar Rasool Mahmood Arshad Arshad Chaudhry Khan Haneef Islahuddin Siddique Samiullah Khan Manzoor Hussain Munawwaruz Zaman Zia Qamar Nazim Salim Shahnaz Sheikh Saleem Sherwani Iftikar Syed Mudassar Syed Manzoor-ul Hassan |